# Wilmar Roldán
Wilmar Alexander Roldán Pérez (Remedios, 24 januari 1980) is een Colombiaans voetbalscheidsrechter. Sinds 2008 leidt hij internationale wedstrijden voor de wereldvoetbalbond FIFA.
Roldán begon op 14-jarige leeftijd als arbiter. In zijn jeugd gaf een lerares tijdens een wedstrijdje voetbal een strafschop, waarop hij klaagde en zei dat het fluiten hem beter af zou gaan dan haar. Hij begon zijn carrière als professioneel voetbalscheidsrechter met aansluiting bij de Colombiaanse voetbalbond (Colfútbol) in 2002, waarna hij regelmatig werd aangesteld als scheidsrechter bij competitieduels in de Categoría Primera A. In deze competitie leidde hij sinds de Apertura in 2009 112 duels, waarin hij 555 gele kaarten en 52 rode kaarten uitdeelde. Zijn debuut in de competitie maakte hij op 23 februari 2003, toen hij werd aangesteld voor het duel tussen Millonarios FC en Once Caldas. Hij floot sinds 2008 elk seizoen minstens één wedstrijd om de Copa Sudamericana – uitgezonderd 2012 –, waaronder een kwartfinale in 2009 en een kwartfinale in 2011, tussen Club Universidad de Chile en Arsenal FC. Ook is hij jaarlijks actief in de Copa Libertadores; in 2012 leidde hij de finale. In Peking was Roldán een van de voetbalscheidsrechters in het voetbaltoernooi op de Olympische Zomerspelen 2008. Roldán floot in de zomer van 2013 twee wedstrijden, beide duels in de groepsfase, op het wereldkampioenschap voetbal voor spelers onder de leeftijd van 20 jaar.
Wilmar Roldán maakte zijn debuut als scheidsrechter in het A-interlandvoetbal op 1 april 2009 in het Ecuadoraanse Quito, waar hij de oefeninterland tussen Ecuador en Paraguay leidde. In maart 2013 noemde de FIFA Roldán een van de vijftig potentiële scheidsrechters voor het Wereldkampioenschap voetbal 2014 in Brazilië. Op 15 januari 2014 maakte de wereldvoetbalbond bekend dat hij een van de 25 scheidsrechters op het toernooi zal zijn. Daarbij wordt hij geassisteerd door Humberto Clavijo Prieto en Eduardo Díaz Barrero. Zijn eerste wedstrijd op het toernooi was het duel tussen Mexico en Kameroen (1–0). In deze wedstrijd keurde Roldán tweemaal een doelpunt van de Mexicanen ten onrechte af. De groepswedstrijd tussen Zuid-Korea en Algerije stond ook onder zijn leiding.
Roldán was een van de twaalf scheidsrechters op de Copa América 2015 in Chili. Vier jaar eerder was hij bij de voorgaande editie ook een van de arbiters: toen leidde hij drie wedstrijden, waaronder de troostfinale. In 2015 werd Roldán aangesteld voor de finale van de Copa tussen gastland Chili en Argentinië; laatstgenoemde kreeg eerder in de groepsfase al te maken met Roldán, toen die was aangesteld voor de groepswedstrijd tussen Argentinië en Paraguay.

## Interlands
| Datum             | Wedstrijd               | Uitslag | Competitie           | Kreeg geel | Kreeg voor de tweede keer geel en dus rood | Weggestuurd |
| ----------------- | ----------------------- | ------- | -------------------- | ---------- | ------------------------------------------ | ----------- |
| 1 april 2009      | Ecuador – Paraguay      | 1 – 1   | Vriendschappelijk    | 8          | 0                                          | 1           |
| 4 juli 2011       | Uruguay – Peru          | 1 – 1   | Copa América         | 5          | 0                                          | 0           |
| 9 juli 2011       | Brazilië – Paraguay     | 2 – 2   | Copa América         | 6          | 0                                          | 0           |
| 23 juli 2011      | Peru – Venezuela        | 4 – 1   | Copa América         | 5          | 0                                          | 1           |
| 6 september 2011  | Ecuador – Costa Rica    | 4 – 0   | Vriendschappelijk    | 2          | 0                                          | 1           |
| 7 oktober 2011    | Argentinië – Chili      | 4 – 1   | Kwalificatie WK 2014 | 4          | 0                                          | 0           |
| 11 september 2012 | Peru – Argentinië       | 1 – 1   | Kwalificatie WK 2014 | 6          | 0                                          | 0           |
| 22 maart 2013     | Uruguay – Paraguay      | 1 – 1   | Kwalificatie WK 2014 | 8          | 0                                          | 0           |
| 2 juni 2013       | Brazilië – Engeland     | 2 – 2   | Vriendschappelijk    | 2          | 0                                          | 0           |
| 14 augustus 2013  | Ecuador – Spanje        | 0 – 2   | Vriendschappelijk    | 2          | 0                                          | 0           |
| 13 juni 2014      | Mexico – Kameroen       | 1 – 0   | WK 2014              | 2          | 0                                          | 0           |
| 22 juni 2014      | Zuid-Korea – Algerije   | 2 – 4   | WK 2014              | 3          | 0                                          | 0           |
| 19 november 2014  | Peru – Paraguay         | 2 – 1   | Vriendschappelijk    | 4          | 1                                          | 2           |
| 13 juni 2015      | Argentinië – Paraguay   | 2 – 2   | Copa América         | 6          | 0                                          | 0           |
| 25 juni 2015      | Bolivia – Peru          | 1 – 3   | Copa América         | 8          | 0                                          | 0           |
| 4 juli 2015       | Chili – Argentinië      | 4 – 1   | Copa América         | 7          | 0                                          | 0           |
| 17 november 2015  | Uruguay – Chili         | 3 – 0   | Kwalificatie WK 2018 | 8          | 0                                          | 1           |
| 29 maart 2016     | Paraguay – Brazilië     | 2 – 2   | Kwalificatie WK 2018 | 4          | 0                                          | 0           |
| 6 september 2016  | Peru – Ecuador          | 2 – 1   | Kwalificatie WK 2018 | 6          | 0                                          | 1           |
| 15 november 2016  | Peru – Brazilië         | 0 – 2   | Kwalificatie WK 2018 | 3          | 0                                          | 0           |
| 28 maart 2017     | Bolivia – Argentinië    | 2 – 0   | Kwalificatie WK 2018 | 4          | 0                                          | 0           |
| 17 juni 2017      | Rusland – Nieuw-Zeeland | 2 – 0   | Confederations Cup   | 0          | 0                                          | 0           |
| 25 juni 2017      | Duitsland – Kameroen    | 3 – 1   | Confederations Cup   | 1          | 0                                          | 1           |
| 5 september 2017  | Bolivia – Chili         | 1 – 0   | Kwalificatie WK 2018 | 4          | 1                                          | 0           |
| 18 juni 2018      | Tunesië – Engeland      | 1 – 2   | WK 2018 groepsfase   | 1          | 0                                          | 0           |
| 25 juni 2018      | Saoedi-Arabië – Egypte  | 2 – 1   | WK 2018 groepsfase   | 2          | 0                                          | 0           |

Bijgewerkt op 25 juni 2018.